# Kup Bosne i Hercegovine 2018-2019
La Kup Bosne i Hercegovine 2018-2019 è stata la 25ª edizione della coppa nazionale. È stata disputata tra il 18 settembre 2018, con gli incontri del primo turno, e il 15 maggio 2019 con la finale del torneo vinta dal Sarajevo. Lo Željezničar era la squadra campione in carica.

## Formula
Alla competizione partecipano 32 squadre:
- 12 squadre della Premijer Liga Bosne i Hercegovine,
- 12 squadre provenienti dalla Coppa della Federazione di Bosnia ed Erzegovina,
- 8 squadre provenienti dalla Coppa della Repubblica Serba.

Il torneo si svolge ad eliminazione diretta in gara unica nel primo turno e con incontri di andata e ritorno per i successivi.

## Sedicesimi di finale
| Squadra 1              | Risultato       | Squadra 2         |
| ---------------------- | --------------- | ----------------- |
| 19 settembre 2018      |                 |                   |
| Čelik Zenica           | 1 - 2           | Krupa             |
| Igman Konjic           | 0 - 2           | OFK Prijedor      |
| Mladost Kikači         | 3 - 2           | Leotar            |
| Kozara                 | 1 - 4           | Radnik Bijeljina  |
| Metalleghe-BSI         | 0 - 1           | Sloboda Tuzla     |
| Modriča                | 1 - 3           | Borac Banja Luka  |
| Moševac                | 1 - 1 (4-5 dtr) | Rudar Kakanj      |
| Pobjeda                | 1 - 3           | Zvijezda Gradačac |
| Sloga Gornje Crnjelovo | 4 - 0           | Slavija           |
| TOŠK Tešanj            | 3 - 0           | Goražde           |
| Tuzla City             | 0 - 0 (2-4 dtr) | Zrinjski Mostar   |
| Velež Mostar           | 0 - 1           | Sarajevo          |
| Bosna Visoko           | 1 - 2           | GOŠK Gabela       |
| Zvijezda 09            | 1 - 0           | Mladost D. Kakanj |
| Široki Brijeg          | 2 - 0           | Željezničar       |

## Ottavi di finale
| Squadra 1         | Risultato       | Squadra 2              |
| ----------------- | --------------- | ---------------------- |
| 3 ottobre 2018    |                 |                        |
| Zvijezda Gradačac | 2 - 0           | Zvijezda 09            |
| Rudar Kakanj      | 0 - 0 (2-4 dtr) | Sarajevo               |
| Mladost Kikači    | 2 - 2 (6-7 dtr) | Sloga Gornje Crnjelovo |
| OFK Prijedor      | 2 - 2 (2-3 dtr) | Klis Buturović Polje   |
| TOŠK Tešanj       | 4 - 0           | GOŠK Gabela            |
| Borac Banja Luka  | 0 - 0 (5-4 dtr) | Radnik Bijeljina       |
| Zrinjski Mostar   | 1 - 1 (4-2 dtr) | Krupa                  |
| Sloboda Tuzla     | 1 - 1 (4-5 dtr) | Široki Brijeg          |

## Quarti di finale
| Squadra 1                        | Totale      | Squadra 2            | Andata | Ritorno |
| -------------------------------- | ----------- | -------------------- | ------ | ------- |
| 27 febbraio 2019 / 13 marzo 2019 |             |                      |        |         |
| Zvijezda Gradačac                | 1 – 6       | TOŠK Tešanj          | 0 – 2  | 1 – 4   |
| Sarajevo                         | 2 – 0       | Zrinjski Mostar      | 1 – 0  | 1 – 0   |
| Široki Brijeg                    | 3 – 1       | Borac Banja Luka     | 2 – 1  | 1 – 0   |
| 5 marzo 2019 / 13 marzo 2019     |             |                      |        |         |
| Sloga Gornje Crnjelovo           | 3 – 3 (gfc) | Klis Buturović Polje | 1 – 1  | 2 – 2   |

## Semifinali
| Squadra 1                      | Totale | Squadra 2   | Andata | Ritorno |
| ------------------------------ | ------ | ----------- | ------ | ------- |
| 3 aprile 2019 / 10 aprile 2019 |        |             |        |         |
| Široki Brijeg                  | 3 – 0  | TOŠK Tešanj | 2 – 0  | 1 – 0   |
| Sloga Gornje Crnjelovo         | 1 – 9  | Sarajevo    | 1 – 4  | 0 – 5   |

## Finale
| Squadra 1 | Totale | Squadra 2     | Andata | Ritorno |
| --------- | ------ | ------------- | ------ | ------- |
| Sarajevo  | 3 – 1  | Široki Brijeg | 3 – 0  | 0 – 1   |

| Arbitro: | Petrović |

|                                       |           |  |
| Rahmanović 9’ Kapić 39’ Mujakić 90+2’ | Marcatori |  |

| Arbitro: | Mujić |

|             |           |  |
| Bagarić 23’ | Marcatori |  |